# ریبوزوم

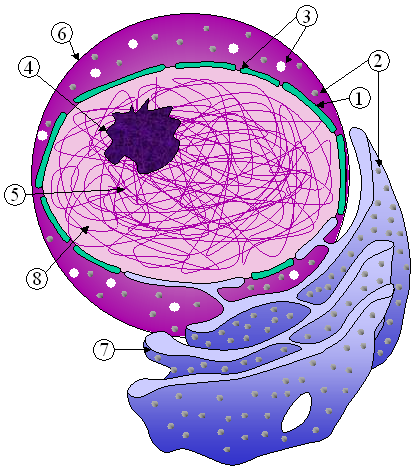
هسته و شبکه درمیان‌یاخته‌ای: (۱) پوشش هسته. (۲) رِناتن. (۳) منفذهای هسته. (۴) هستک. (۵) فامینه. (۶) هسته. (۷) شبکهٔ درمیان‌یاخته‌ای زبر. (۸) درون‌هسته.

ریبوزوم یا رِناتن (به انگلیسی: Ribosome) یکی از اجزای اصلی و حیاتی هر سلول زنده است. می‌توان آن را مثل یک کارخانه کوچک درون سلول تصور کرد که کارش ساختن پروتئین‌هاست. پروتئین‌ها همان مواد اساسی هستند که برای زنده ماندن، رشد کردن و انجام تمام کارهای بدن لازم‌اند. ریبوزوم‌ها از دو بخش ساخته شده‌اند: یک بخش بزرگ و یک بخش کوچک که هنگام کار به هم می‌پیوندند. آن‌ها دستورالعمل ساخت پروتئین را از «آران‌ای پیام‌رسان» می‌گیرند و با کنار هم گذاشتن آمینواسیدها دقیقاً طبق همان دستور، پروتئین را می‌سازند. ریبوزوم‌ها می‌توانند آزادانه درون مایع سلول شناور باشند یا به شبکه آندوپلاسمی بچسبند و در آن‌جا پروتئین‌هایی را بسازند که قرار است به بیرون یاخته فرستاده شوند. به زبان ساده، اگر سلول را یک شهر در نظر بگیریم، ریبوزوم‌ها همان کارگاه‌های تولیدی آن شهرند که بدون آن‌ها زندگی جریان پیدا نمی‌کند.
ریبوزوم یا رِناتَن از ساختارهای بدون غشای میان‌یاخته‌ای در همه یاخته‌های پیش‌هسته‌ای و هوهسته‌ای است که در سال ۱۹۷۴ به‌وسیله جرج امیل پالاده کشف شد. این ساختار را دانه‌های پالاده نیز می‌نامند. از آنجا که هَندایش پروتئین‌ها به‌وسیله رِناتن‌ها صورت می‌گیرد اهمیت زیادی دارند. رِناتن‌ها ذراتی کم و بیش کروی، متراکم (کدر) نسبت به الکترون‌ها هستند که قطرشان از ۴۰ تا حدود ۳۰۰ آنگستروم می‌رسد و در میان‌یاخته یا روی شبکه درمیان‌یاخته‌ای زبر و در راکیزه و سبزدیسه قرار دارند.

## تاریخچه شناخت رِناتن‌ها

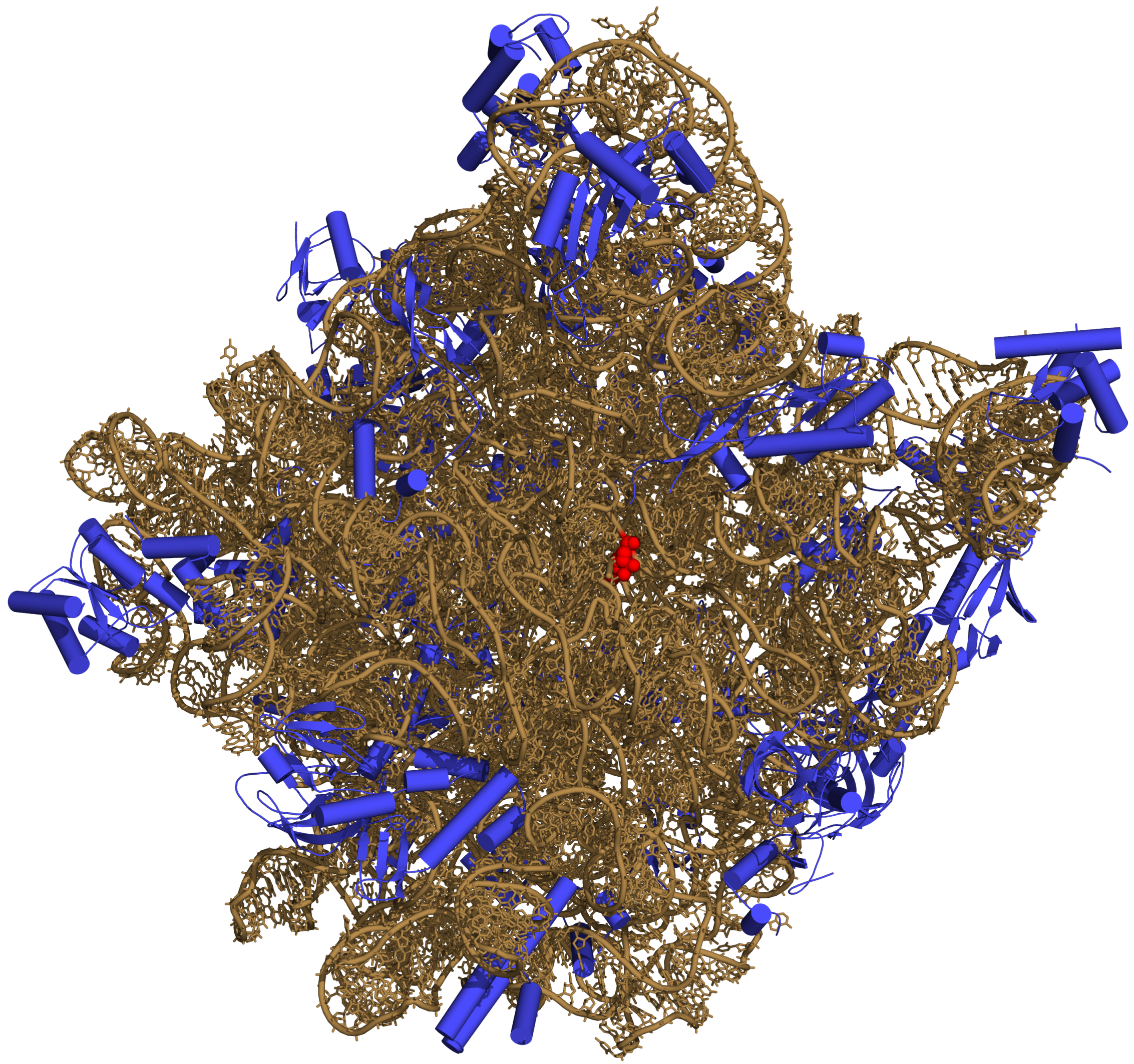
رِناتن

شناخت اولیه رناتن‌ها مربوط به تبارشاخه می‌شود که در سال ۱۹۴۱ با مرکزگریزی شدید مرحله‌ای، موفق به جداسازی ذراتی کوچک‌تر و سبک‌تر از راکیزه‌ها شد که ذراتی به قطر ۵۰۰ تا ۲۰۰۰ میکرون و سرشار از رِنا بودند که از خرد شدن قطعات شبکه آندوپلاسمی ضمن مرکزگریزی ایجاد می‌شوند. می‌توانند حتی در شرایط آزمایشگاهی اسیدهای آمینه پرتوزا را به سرعت در ساختمان پروتئین‌ها وارد کنند.
عادا یونات و ونکاترامن راماکریشنان و توماس استیتز، برندگان نوبل شیمی در سال ۲۰۰۹ توانسته‌اند نقشه اتم به اتم رناتن‌ها را کشف کنند و به گفته فرهنگستان علوم پادشاهی سوئد، تحقیقات آن‌ها برای درک علمی حیات، بنیادین بوده و به تهیه پادزیست‌ها کمک کرده‌است.

## ریخت‌های رِناتن‌ها

رِناتن

رِناتن‌های آزاد میان‌یاخته‌ای در میان‌یاخته یاخته‌های پیش‌هسته‌ای از نوع ۷۰s و در میان‌یاخته یاخته‌های هوهسته‌ای از نوع ۸۰s، یعنی بزرگ‌تر و سنگین‌تر هستند.
رِناتن‌های چسبنده به غشای شبکه درمیان‌یاخته‌ای زبر تنها در یاخته‌های هوهسته‌ای که شبکه درمیان‌یاخته‌ای دارند، دیده می‌شود. در این یاخته‌ها نسبت رِناتن‌های آزاد میان‌یاخته‌ای به رِناتن‌های چسبیده به غشای شبکه برحسب شرایط کاراندام‌شناسی یاخته تغییر می‌کند و هر چه هَندایش پروتئین‌های ترشحی و پروتئین‌های ساختمانی ویژه‌ای که در ساختمان غشای شبکه درمیان‌یاخته‌ای، غشای کیسه‌های گلژی، کافنده‌تن‌ها و پلاسمالم وجود دارند بیشتر باشد، نسبت رِناتن‌های چسبیده به غشای شبکه نیز بیشتر می‌شود.
در یاخته‌های ترشحی آسینی‌های باز لوزالمعده که زی‌مایه‌های گوارشی مختلف را می‌سازند و یاخته‌های خونی که پادتن‌ها را می‌سازند تا ۹۰٪ رِناتن‌ها به غشای شبکه آندوپلاسمی چسبیده‌اند. برعکس در رتیکولوسیت‌ها، بافت‌های سَرلادی گیاهان و یاخته‌های عصبی رویانی بیشتر رِناتن‌ها آزادند. در یاخته‌های هلا که نوعی سلول سرطانی هستند تنها ۱۵٪ رِناتن‌ها به غشای شبکه چسبیده‌اند.
رِناتن‌های موجود در اندامک‌های مثل رِناتن‌های راکیزه و رِناتن‌های سبزدیسه‌ای: این رِناتن‌ها نیز تنها در یاخته‌های هوهسته‌ای وجود دارند. ضریب ته‌نشینی آن‌ها برحسب گونه یاخته‌ها متفاوت است و به هرحال سبک‌تر و کوچک‌تر از رِناتن‌های میان‌یاخته‌ای یاخته مربوط هستند. از نظر ساخت و کار، حساسیت به پادزیست‌ها و بیش از آن ابعادشان به رِناتن‌های پیش‌هسته‌ای شبیه‌اند.

## شیوه قرارگیری رِناتن‌ها

ساختارهای درون یاخته جانوران: (۱) هستک (۲) هسته (۳) رِناتن (۴) ریزکیسه (۵) شبکه درمیان‌یاخته‌ای زبر (۶) دستگاه گلژی (۷) چارچوب یاخته (۸) شبکه درمیان‌یاخته‌ای نرم (۹) راکیزه (۱۰) کاواک (۱۱) میان‌یاخته (۱۲) کافنده‌تن (۱۳) میانک

رِناتن‌های میان‌یاخته‌اب، اندامکی و رِناتن‌های چسبنده به غشای درمیان‌یاخته‌ای می‌توانند به حالت منفرد یا به حالت چندرِناتن باشند. مجموع حدود ۵ تا ۸۰ رِناتن را که به مولکولی از رِنای پیام‌رسان چسبیده‌اند، چندرِناتن نامند. رِناتن‌ها تنها وقتی که به حالت چندرِناتن باشند، هَندایش پروتئین دارند. گاهی در میان‌یاخته، چندرِناتن‌ها حالت مارپیچی یا حلزونی به خود می‌گیرند. فراوانی این نوع چندرِناتن‌ها در یاخته را نشانه نوعی اختلال در فرایند هَندایش پروتئین نمی‌داند.

## شمار رِناتن‌ها در یک یاخته
شمار رِناتن‌های یک یاختخ تا حدود پانصدهزار می‌رسد. این تعداد در یاخته‌های گوناگون و نیز در شرایط مختلف زیستی و کاراندام‌شناختی در یک یاخته تغییرات زیادی دارد. در یک یاخته باسیل کولی حدود ده‌هزار تا پانزده‌هزار رِناتن موجود است. در اغلب پیش‌هسته‌ای‌ها حدود ۱۰۴، در هوهسته‌ای‌ها حدود ۱۰۵ تا ۱۰۷ و در مام‌یاخته‌ها به‌طور معمول بیش از ۱۰۱۲ رِناتن وجود دارد.

## عمر متوسط رِناتن‌ها
عمر متوسط رِناتن‌ها در حدود ۶ ساعت است؛ بنابراین بازسازی پیوسته آن‌ها ضرورت دارد. سرعت بازسازی در یاخته‌های گوناگون ۱۰ تا ۱۰۰ رِناتن در هر ثانیه است. بازسازی رِناتن‌ها در یاخته‌های پیش‌هسته‌ای در میان‌یاخته و بی‌تردید ضمن رونویسی از ژن‌های رِنای رِناتنی و در یاخته‌های هوهسته‌ای در ارتباط با هستک صورت می‌گیرد. ترکیبات بازدارنده رونویسی و همچنین سم آمانیتین که در قارچ آمانتیا وجود دارد این بازسازی را متوقف می‌کنند.

## روش‌های جداسازی و مشاده رِناتن‌ها
به روش‌های مختلف زیر می‌توان رِناتن‌های را جداسازی و مشاهده کرد ساکارز و حضور Mg+۲ جدا می‌کنند. اولترا سانتریفوگاسیون به مدت یک ساعت و ۱۰۰۰۰۰gr انجام می‌شود. برای جدا کردن رِناتن‌ها از غشای شبکه درمیان‌یاخته‌ای از دزوکسی کولات سدیم یا به‌کارگیری محلول‌های نمکی دارای غلظت مناسب و انجام مرکزگریری استفاده می‌شود.
تمام مراحل جداسازی باید با حضور غلظت مناسبی از یون‌های Mg+۲ صورت گیرد. این غلظت مناسب با استفاده از کلرور منیزیم ۰٫۰۱ مولکول گرم در لیتر تأمین می‌شود. در غلظتهای زیاد آن (بیش از ۰٫۱ مولکول گرم در لیتر) رِناتن‌ها به هم می‌چسبند و به حالت دیمر در می‌آیند و در غلظت ۰٫۰۰۱ مولکول گرم در لیتر کلرور منیزیم دو جزء رِناتن از هم جدا می‌شوند.

## زیست‌شناسی رِناتن‌ها
از دو بخش کوچک و بزرگ تشکیل یافته‌است. در باسیل کولی، بخش کوچک کشیده، خمیره و دارای قسمتی متراکم و پیچیده‌است. بخش کوچک در گودی سطح فوقانی بخش بزرگ قرار گرفته‌است. بخش کوچک در ۳/۱ طول خود دارای دندانه‌ای کوچک است و مقابل به دانه دارای قسمتی متراکم و پیچیده‌است. بخش کوچک در گودی سطح فوقانی بخش بزرگ قرار گرفته‌است و حدود ۳/۱ از حجم کل رِناتن را تشکیل می‌دهد. بخش بزرگ که ۳/۲ حجم کل رِناتن را شامل می‌شود دارای یک سطح گود (مقعر) و سه زائده است.
سطح مقعر جایگاه چسبیدن بخش کوچک رِناتنی است. زائده‌های بخش بزرگ انگشت مانند، کوتاه و در انتها مدور هستند. زائده میانی بزرگ‌تر و زائده‌های جانبی کوچک‌ترند. بخش بزرگ رِناتن از نیم رخ حالتی شبیه صندلی را حتی با یک بخش پشتی و در جای دست دارد. در هوهسته‌های‌ها بخش بزرگ شبیه آن باسیل کولی است اما یک زائده طویل است که به سوی سمت راست بخش بزرگ کشیده شده‌است.

## پروتئین‌سازی نقش اصلی رِناتن‌ها
پروتئین‌ها از درشت‌مولکول‌های اساسی یاخته‌هایی هستند، که بیش از نیمی از وزن خشک آن‌ها را می‌سازند. در ساختار اندامک‌ها و اجزای فعال یاخته‌ها یافت می‌شوند و در ساخت و کار آن‌ها نقش بنیادی دارند. درشت‌مولکول‌های پروتئینی از ترکیب اسیدهای آمینه با پیوندهای اشتراکی پپتیدی ایجاد می‌شوند. در زیست‌هَندایش آن‌ها از جمله رِناتن‌ها، رِناهای پیام‌رسان(mRNA)، رِناهای ناقل(tRNA)، رِناهای رِناتنی(rRNA) و… شرکت دارند. وقتی که رِناتن‌ها در هَندایش پروتئین‌ها فعال نیستند اغلب به‌صورت ذخیره‌ای از اجزای آزاد در میان‌یاخته پراکنده‌اند.
زیست‌زایی رِناتن‌ها: ساخت یک رِناتن هوهسته‌ای پدیده‌ای پیچیده‌است که بخش‌های مختلف یاخته در آن مشارکت دارند. رِناهای رِناتنی از روی بخشی از دِنا که درون هستک قرار دارد، رونویسی می‌شوند. پروتئین‌های رِناتنی از روی رِنای پیام‌رسان برگردان (ترجمه) می‌شوند که از روی بخش‌های دیگر دِنای هسته‌ای رونویسی شده‌اند. در نهایت این پروتئین‌ها که در میان‌یاخته برگردان (ترجمه) شده‌اند، به هستک رفته و در ترکیب با رِناهای رِناتنی، زیر واحدهای رِناتنی را می‌سازند و این مجموعه دوباره به میان‌یاخته برمی‌گردد. تمام جانداران رونوشت‌های زیادی از ژن‌های رِنای رِناتنی دارند. این تکرارها در هوهسته‌ای‌ها بسیار بیشتر است.

فرایند برگردان (ترجمه)